# Анґелус Сілезіус

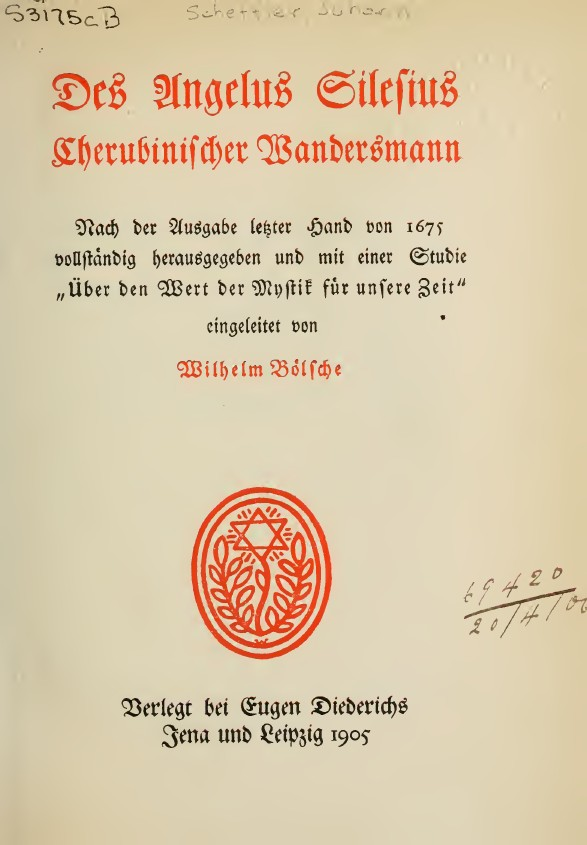
Обкладинка головного твору Сілезіуса Des Angelus Silesius Cherubinischer Wandersmann (1905)

Анґелус Сілезіус (Angelus Silesius) (1624-1677) — (псевдонім Йоганнеса Шеффлера), німецький мислитель і поет, містик, лікар за освітою; його поезії, пройняті пантеїзмом. Він є автором «Херувімського прочанина» (1657), збірки глибокодумних поетичних афоризмів.

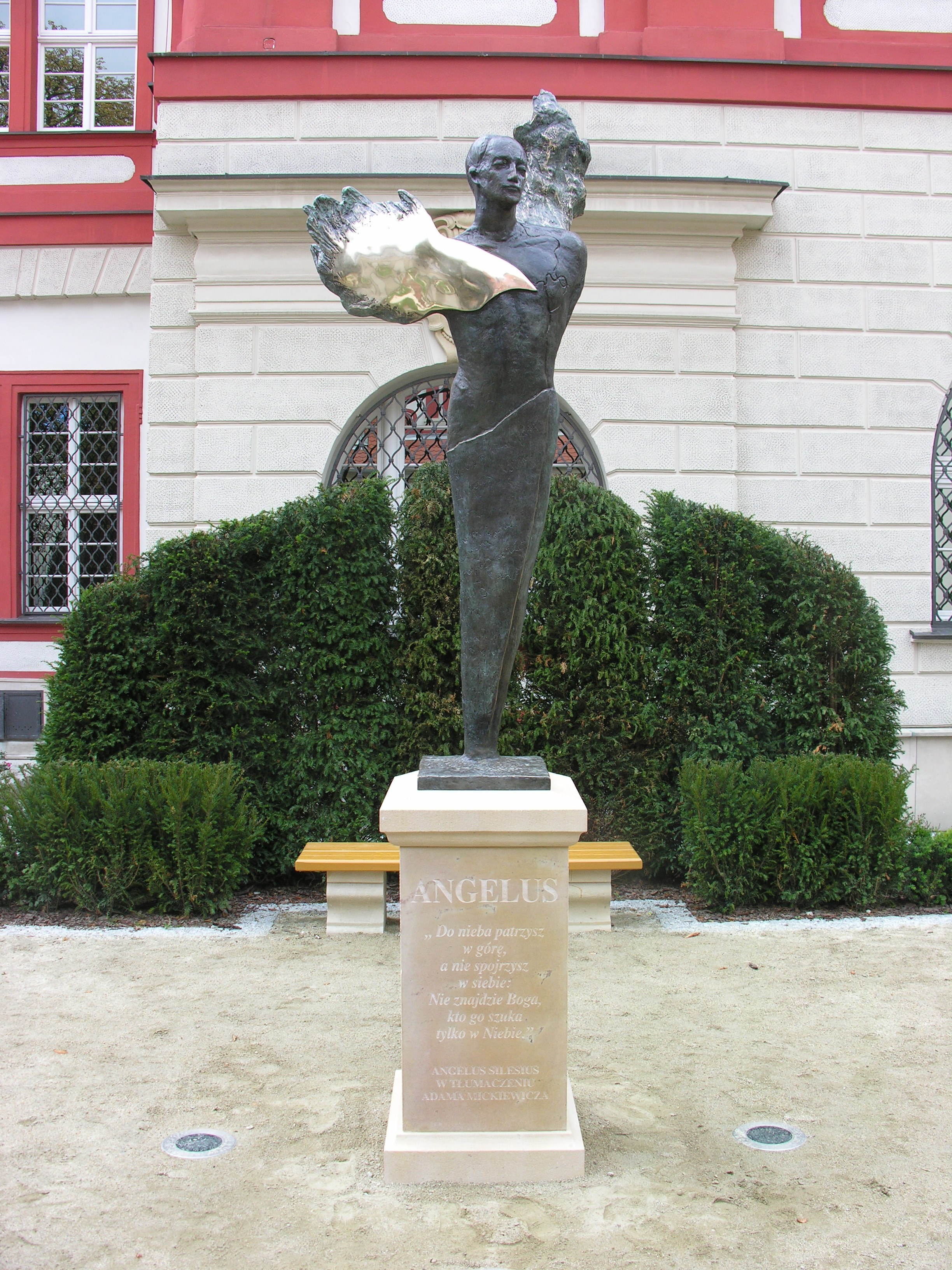
Пам'ятник Сілезіусу у Вроцлаві

На його честь названо астероїд 12617 Анґелусілезіус.

## Відомі поетичні афоризми
- «Є тільки я і ти. Якби не було нас двох, то не було б нічого на світі»
- «Найбільше диво — це все ж лише людина: вона може, застосувавши зусилля, бути Богом або дияволом»
- «Роза не питає "чому", вона цвіте, тому що — цвіте»